# Wracać wciąż do domu
Wracać wciąż do domu (tyt. oryg. Always Coming Home) – amerykańska powieść science-fiction z 1985 autorstwa Ursuli Le Guin. Łączy w sobie klasyczną narrację, pseudopodręcznik oraz zapis pseudoantropologa. Opisuje życie i społeczeństwo ludu Kesh, grupy kulturowej żyjącej w odległej przyszłości, długo po upadku współczesnego społeczeństwa. Prezentuje je Pandora, antropolożka lub etnografka, która opisuje swoje dzieło jako protest współczesnej cywilizacji. Powieść otrzymała Janet Heidinger Kafka Prize i była nominowana do National Book Award. Polska wersja ukazała się w 1997 roku w serii wydawniczej Nowa Fantastyka, w tłumaczeniu Barbary Kopeć. W 2018 wydano ją ponownie pod tym samym tytułem, w zbiorze różnych dzieł autorki. 